# 樹王里
樹王里，舊稱「涼傘樹」，前身「樹王村」，位於台灣台中市大里區西北部，有綠川與舊旱溪等溪流由東北而西南穿越。全境為平原地形，介於烏日區五張犁(五光/五光里)及大里區之間，往北為台中市、往南為大里溪，東南邊即霧峰區。早期為農業地帶，2005年來普設有輕工業工廠、普偏聘僱外勞為輔助勞動人力。

## 里名由來
乃源自於本里南境與新里里交界一帶，有一樹齡百年以上的茄苳樹，早期地名因而為「涼傘樹」，其後因居民於樹下供奉樹王公，「樹王」之名因此而來。

## 地理
樹王里劃分為17鄰，1,326戶，總人口4,543人（台中縣大里市戶政事務所民國109年1月底戶口統計）。本里東與永隆里為鄰，西、北兩側分別與南區、烏日區為界，南臨新里里。流過綠川及舊旱溪等溪流。

## 行政區劃沿革
樹王里於清代時隸屬藍興堡涼傘樹莊；明治35年（1902年）時，改隸臺中廳樹仔腳區涼傘樹庄，至大正9年（1920年）則隨行政區調整，隸屬大屯郡大里庄涼傘樹大字。二次大戰結束後，國民政府接收臺灣，原先涼傘樹大字範圍被劃歸為樹王村與鷺村，隸屬臺中縣大里鄉；民國82年（1993年）大里鄉升格為縣轄市大里市，隨之改制為樹王里。民國91年（2002年），行政區再次調整，本里劃出東側歸國光里管轄，範圍就此底定至今。

## 歷屆村里長
2010年11月27日舉行中華民國的5個原有或新成立的直轄市（臺北市、新北市、臺中市、臺南市及高雄市）選出新一屆的里長。 新任之里長將於同年12月25日就職。 此次選舉亦為改制後新成立之臺中市第1屆里長選舉。
| 任次 | 姓名   | 任期 | 前職   | 後職 | 備註                    |
| ---- | ------ | ---- | ------ | ---- | ----------------------- |
| 現任 | 陳俞樺 | 2019 | 石炳南 |      | 中ㄧ禮儀有限公司 執行長 |

## 文教機構
- 僑泰高中(綠川旁)
- 樹王托兒所(「樹王福德路口」站旁)

## 交通運輸
- 中台灣客運：281

## 旅遊
- 涼傘樹聚落
- 萬安宮(281路「樹王福德路口」站)
- 林大伯公紹復堂(祭祀公業<林氏宗祠>、萬安宮前方)
- 天佑宮(依舊旱溪、位於樹王橋(跨越舊旱溪)旁)

## 外部連結
- 臺中市大里區公所 沿革